# Helena Island
Helena Island är en ö i Kanada.   Den ligger i territoriet Nunavut, i den norra delen av landet, 3 700 km nordväst om huvudstaden Ottawa. Arean är 327 kvadratkilometer. Helena Island är den största ön i ögruppen Berkeley Islands.
Terrängen på Helena Island är lite kuperad. Öns högsta punkt är 275 meter över havet. Den sträcker sig 23,5 kilometer i nord-sydlig riktning, och 37,1 kilometer i öst-västlig riktning.
Trakten runt Helena Island består i huvudsak av gräsmarker. Trakten runt Helena Island är nära nog obefolkad, med mindre än två invånare per kvadratkilometer.